# Pensilvania
Pensilvania – miasto w Kolumbii, w departamencie Caldas.